# Carlo Tenca
Carlo Tenca est un écrivain, journaliste et député italien né le 19 octobre 1816 à Milan et mort le 4 septembre 1883 dans la même ville. Patriote de l'unité italienne, il est durant plusieurs années le principal animateur du salon de la comtesse Clara Maffei à laquelle il est lié sentimentalement.

## Biographie
Né dans une famille de condition modeste, Carlo Tenca fréquente le séminaire qu'il abandonne rapidement, préférant financer ses études en donnant des leçons particulières. À cette époque il a pour ami les comtes Alessandro (it) et Carlo Porro dont l'influence est déterminante pour son futur engagement politique. La maison des Porro (it) est en effet l'un des principaux centres d'animation des activités patriotiques : là, par exemple, naît et se développe le projet de la Rivista Europea et, surtout, s'organise le soutien au mouvement révolutionnaire qui conduira aux Cinq journées de Milan.
Son activité de journaliste débutée en 1838 et son engagement politique devenu prioritaire à partir de 1848 sont au centre de sa vie. D'abord directeur de la Rivista Europea il fonde en 1851 et dirige Il Crepuscolo. La Rivista Europea fondée en 1838 à l'initiative de Giacinto Battaglia passe en 1845 sous la direction de Tenca grâce auquel la revue « [...] atteint son plein développement [...]. Grâce à un large programme culturel [...] elle se transforme [...] en un réel siège de débats culturels plus rigoureux et sévère et qui réussit à poser avec une conscience historique rénovée les plus récents problèmes de la littérature et de la culture. »,.
Au cours des années 1840, Tenca commence à fréquenter le salon de la comtesse Clara Maffei à laquelle il reste sentimentalement lié durant toute sa vie.
Dès 1848 il met son activité de journaliste au service de la lutte politique et s'engage dans un premier temps dans le mouvement mazzinien. Il participe en première ligne aux Cinq journées de Milan et, après la reddition de la ville entre les mains des autrichiens, il est contraint de fuir, d'abord en Suisse puis à Florence. Après l'échec du Printemps des peuples en 1848, il se rapproche ouvertement des idéaux des libéraux modérés et des stratégies de Cavour et amène sur cette ligne les intellectuels du salon de Clara Maffei dont, après son retour à Milan, il assume le rôle de leader. La fondation en suivant de l'hebdomadaire Il Crepuscolo, qui bénéficie de la collaboration influente de Carlo Cattaneo, représente une évolution de l'engagement de Carlo Tenca qui, au travers du nouveau périodique, cherche à réaliser concrètement « la tentative de ne pas laisser se disperser les meilleures consciences, de rénover, dans une synthèse originale, les liens entre culture et politique, entre travail intellectuel et engagement civil [...] de rétablir la force d'une participation critique active en politique »,
Après 1861, son engagement politique devient principalement un engagement parlementaire : il est élu député de Milan aux élections de 1861. La même année, la ville de Milan institue, sous l'impulsion de Tenca, la célèbre école féminine supérieure qui deviendra le Liceo linguistico Alessandro Manzoni (en). Durant près de vingt ans il milite au sein de la droite modérée et est réélu sur plusieurs législatures. En 1880, désormais malade, il préfère se démettre de sa charge. Au cours de son activité parlementaire il est membre du Conseil supérieur de l'instruction publique. Il s'occupe entre autres de la réorganisation générale des écoles de Milan.
Après sa mort, en 1883, Tullo Massarani (it) se charge du recueil et de la publication des écrits politiques et littéraires de Carlo Tenca. Dans Le Cimetière de Prague (29 octobre 2010), Umberto Eco lui a rendu hommage en utilisant un passage de La ca' dei cani comme épigraphe général de son sixième roman.

## Écrits

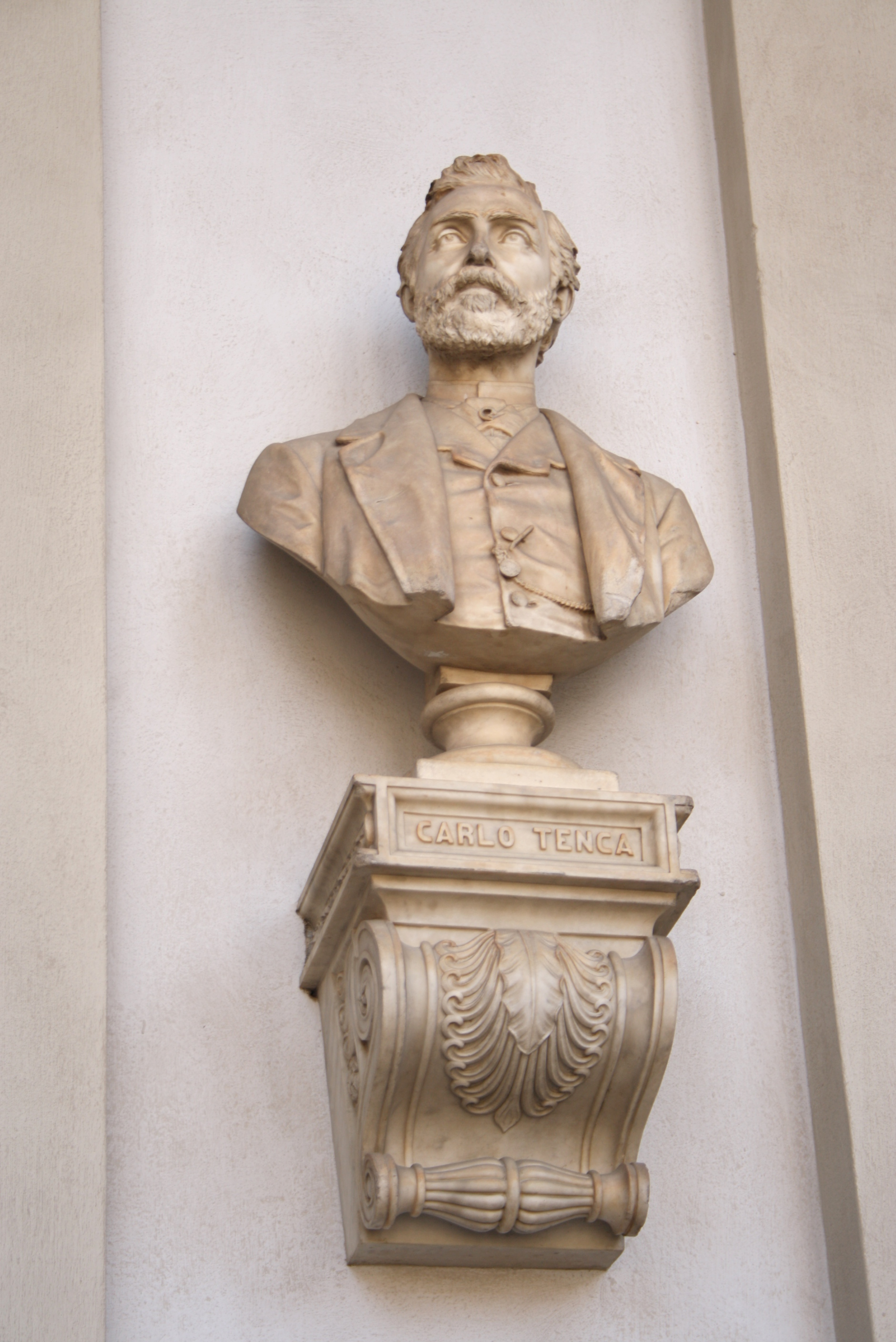
Carlo Tenca.

Carlo Tenca est un érudit et un historien de la littérature italienne. Il a produit de nombreux essais sur les auteurs classiques du XIIIe au XVIe siècle et traité de quantité d'autres sujets allant de la linguistique à l'ethnographie en passant par l'historiographie. L'intérêt significatif pour Carlo Tenca au XXe siècle se retrouve dans la réédition de ses écrits et dans la production constante d'essais critiques sur son œuvre.
Les documents manuscrits de Carlo Tenca sont conservés au département des collections historiques du musée du Risorgimento de Milan ou ils ont été déposés par Tullo Massanari qui fut le premier biographe de Tenca. La collection comprend les archives exhaustives, administratives et rédactionnelles, de la revue Il Crepuscolo (1850-1859), avec des lettres des rédacteurs permanents et des collaborateurs occasionnels. Elle contient en outre la correspondance entre Carlo Tenca et Clara Maffei (474 pièces). La documentation restante est constituée par des études et des notes sur des sujets variés. Le fond est consultable à partir d'un inventaire analytique.
- La ca' dei cani, cronaca milanese del secolo XIV, cavata da un manoscritto di un canattiere di Barnabo Visconti, Milan, avec les types de Borroni et Scotti, 1840
- Dans la Rivista Europea :
  - Epici moderni in Italia, 1845, I sem., fasc. 5 (mai), p. 609-628 (Réimpression dans Carlo Tenca, Saggi critici, Florence, Sansoni 1969, p. 216-233)
  - Giambattista Niccolini, 1845, mars-avril, p. 408-32;
- Dans Il Crepuscolo :
  - Della formazione e del progresso del terzo stato, 5 février 1854
  - La politica di Tommaso Campanella, 1856
  - L’agricoltura inglese paragonata alla nostra, 13/20/27 décembre 1857
  - La città considerata come principio ideale delle istorie italiane, 17/31 octobre, 12/16 décembre 1858
- Prose e poesie scelte di Carlo Tenca, anthologie en deux volumes, Tullo Massarani (dir.), Milan, Hoepli, 1888
- Saggi critici di una storia della letteratura italiana e altri scritti, Gianluigi Berardi (dir.), Florence, Sansoni, 1968
- Scritti linguistici, Angelo Stella (dir.), Milan - Naples, R. Ricciardi, 1974
- Poesie edite e inedite, édition critique, Bologne, Commission pour les textes de langue, 1979
- Delle strenne e degli almanacchi, saggi sull'editoria popolare, 1845-59, Naples, Liguori, 1995
- Scritti d'arte (1838-1859), Alfredo Cottignoli (dir.), Bologne, Clueb, 1998
- Racconti ed abbozzi editi e inediti, édition critique, Alfredo Cottignoli (dir.), Bologne, Commission pour les textes de langue, 2003

## Correspondance
- Carlo Tenca, Lettere due ad Antonio Ciscato riguardanti la storia del periodico Il crepuscolo, Vicenza, Tip. Commerciale, 1895
- Attilio Rillosi, Tra le memorie, dalle lettere inedite di Carlo Tenca a Gabriele Rosa, in Il secolo XX, XIXe année (1920), no 10, p. 689-694
- Carteggio inedito Tenca-Camerini. La vita letteraria in Piemonte e in Lombardia nel decennio 1850-1859, I. De Luca (dir.), Milan - Naples, 1973
- Carteggio Tenca-Maffei, 3 volumes, 1 (1861-1871), 2 (1872-1875), 3 (1876-1882), Lina Jannuzzi (dir.), Milan, Ceschina, 1973
- M. E. Loricchio, I rapporti tra l'Ascoli e il Tenca e la collaborazione al “Crepuscolo”, in Studi goriziani, 1986, vol. LXIV, p. 97
- Caterina Percoto (it), Epistolario Caterina Percoto-Carlo Tenca, Ludovica Cantarutti (dir.), Udine, Del Bianco, 1990
- Alessandra Porati, Giuseppe Zanardelli e Carlo Tenca nel carteggio degli anni 1850-1859, in Storia in Lombardia, 1998, no 1, p. 237-300
- M. Allegri, Il carteggio tra Carlo Tenca e Tommaso Gar (it) nell'occasione del "Crepuscolo", in Studi di storia per Luigi Ambrosoli (it), Vérone, 1997, p. 221-251
- Alessandra Porati[6]
- Ottocento inedito, Savino Savini e la Rivista europea (con lettere del Tenca e del Correnti), S.l., s. n., 1989, Strenna storica bolognese